# 忠犬八公
忠犬八公（日语：忠犬ハチ公，1923年11月10日－1935年3月8日）是一隻日本秋田犬，它以其對主人上野英三郎教授的忠誠而聞名於世。
八公於1923年11月10日出生在秋田縣大館市附近的一個農場，原名阿八（ハチ），它於1924年被上野英三郎帶到東京澀谷作為寵物飼養，八公每天都會前往澀谷站迎接主人回家。然而，上野於1925年因腦溢血在工作場所去世，但這並沒有打散八公對主人的忠誠之心。八公繼續每天前往車站等待尚未歸來的上野，直到牠於1935年3月8日逝世。
隨著八公在日本文化中被視為忠誠的典範。1934年，日本犬保存會發起了籌款活動，募集資金興建八公的銅像。同年4月21日，忠犬八公像在澀谷站前落成，而八公的故事也被拍成電影和書籍，持續影響著日本及海外的流行文化，並被人們所銘記。

## 事蹟
1924年，东京帝国大学（现东京大学）农学部教授上野英三郎开始饲养该犬，并取名为“小八”。每天八公都会在家門口目送上野教授上班，並且在傍晚的时候到澀谷站去迎接主人下班。1925年5月，上野因腦溢血猝然去世，然而八公依然每天到澀谷站去等候主人的归来。直到最后死去，一共等了十年。1935年3月，八公因患癌症與丝虫性象皮病而死亡。死后尸体被制作成标本，保存在国立科学博物馆，內臟則保存於東京大學。2010年，東京大學的中山裕之教授提出八公應是死於癌症的說法。

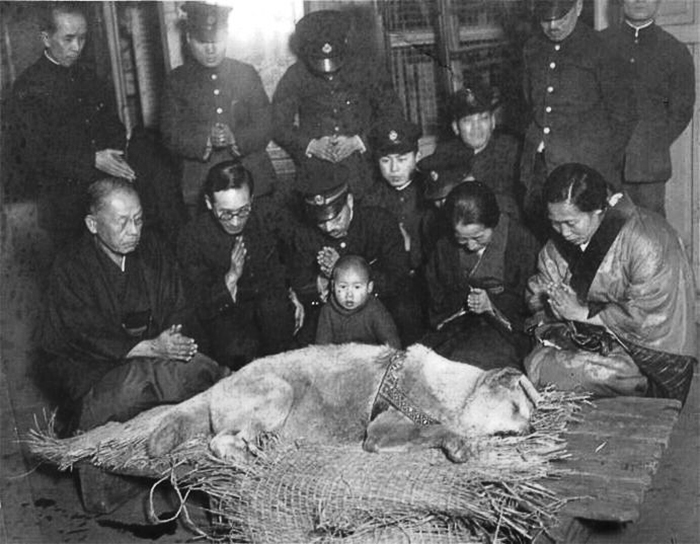
八公過世當日

## 生平

### 诞生
1923年（大正12年）11月10日，在秋田县北秋田郡二井田村(现在的大馆市)的齐藤义一家，八公与其七个兄弟诞生（这也是八公名字的由来）。八公的父犬的名为「大子内」（オシナイ），母犬名「芝麻」，初生時是隻红毛小狗。

### 在上野家的生活
在东京帝国大学农学部教授的上野英三郎想要养一只秋田犬幼犬，所以八公由一个叫“世间濑”的中介商送来上野。八公时价30日元 ，在出生后不久，于1924年（大正13年）1月14日被藏於米俵（裝米的米袋）內，从大馆车站乘坐特急列車出发，经20小時车程後、到達上野英三郎住所。
上野家住宅位于东京府丰多摩郡涉谷町中大向834号（现涩谷区松涛一丁目附近），八公和另外名叫“约翰（ジョン）”和“s（エス）”的两只狗一起饲养。其中，约翰被指很关照刚到来的八公。长大的八公总是在大门前目送主人，有时甚至送他到最近的涩谷站。

### 上野教授死后
1925年（大正14年）5月21日，主人上野英三郎在农学部教授会议结束后，因脑溢血而猝死。八公因未等到主人歸來，三日三夜從未進食過。据悉，25日举行了已故主人上野的守夜仪式时，当天八公和约翰、小S 一起到涩谷站迎送上野。
此后，八公被安置在上野夫人在八重的亲戚所经营的和服店内，但由于其性格格外亲切，因此只要有顾客光顾，就会扑向客人，进而和服店越发没有生意可做。八公后被转移到位于浅草的友人高桥家里。可能是八公缅怀上野教授的缘故，有时在散步时会向涩谷車站方向奔跑之类的事情。后因八公的事，高桥和邻居之间发生了纠纷，于是八公又被送回涩谷的上野家。
1927年秋移居至富之谷（即上野太太友人小林的家）。每逢上野博士下课回家的時間，八公都會獨自前往澀谷車站，似是等候主人归来一般；且在途中經過上野故居時也會做出向屋內張望的動作。然而當時車站的員工和周邊民眾並不喜歡八公，因此常發生打罵、欺負八公的情況。此外，個性老實的八公也時常被捕狗隊抓捕，所幸有認識牠的駐警為之出面才免遭撲殺。

### 被称“忠犬八公”
1932年，日本犬保存會的齋藤弘吉把八公在澀谷車站等候主人一事撰寫成文並寄稿至《東京朝日新聞》，以「惹人憐愛的老犬故事（いとしや老犬物語）」為題刊登於報章上。八公因而成名，及後被稱為「忠犬八公（ハチ公）」，車站員工與居民對牠的態度也轉趨友善。此后许多人为八公带来食物，因牠格外受欢迎，车站也允许八公在站內过夜。在拍摄八公晚年的照片中，左耳垂下，但这不是与生俱来的，而是被流浪犬咬伤时的后遗症。
1933年（昭和8年）11月，八公受到世界爱犬团体“爱犬波季”（ポチクラブ）的表彰荣誉。
当时正面拍摄的八公照片被住在上野家附近的一位女士保存下来，2017年捐赠给白根纪念涩谷区乡土博物馆•文学馆。在2019年2月至3月举行的新收藏资料展上公开。
1934年4月：八公像在澀谷車站前建立，揭幕儀式有300位名人參加。同年，八公参演了由山本嘉次郎导演的电影《飞天大将》，扮演其中的秋田犬。这也是一部将八公生前的样子拍成影像的作品。
在日本待了几年的德國知名建筑师布鲁诺·陶特（Bruno Julius Florian Taut）曾在日记中提到在1934年10月31日的涩谷站看到过忠犬八公。记载着有人们温柔地抚摸着八公的毛发，这时旁边已经放置了基座和雕像。陶特还为八公拍过照。

### 离世
在其主人上野去世近10年后，1935年（昭和10年）3月8日上午6点左右，八公被人发现死去，享年11岁。它被发现的地点在横跨涩谷川的稻荷桥附近、泷泽酒店北侧胡同的入口，即现时涩谷流动停车场入口附近。此处是涩谷站的对面，是八公平时不去的地方。
八公死后，于同月12日在涩谷车站举行了八公的遗体告别式，上野夫人八重和曾收养过八公的小林夫妇、富之谷和周围的人等都参加了告别式。此外，涉谷宫益坂的妙佑寺僧人等16人为八公诵经，八公死后收到了25个花环、200个插花、装有帛金的信件和电报（180日元、200日元），其后为其举行了葬礼。
八公同主人上野英三郎被安葬在青山灵园，于四米见方的竹篱笆后面，有一块刻有“东京帝国大学教授 上野英三郎农学博士”的墓碑，在其右边是一个小小的祠堂，这是八公的坟墓。它的尸体在于东京帝国大学进行病理解剖后，于3月10日被送到东京科学博物馆（现在的国立科学博物馆）分馆的木工部工作室，在那里由坂本喜一和弟子本田晋剥制成标本，目前藏于在东京上野国立科学博物馆内，多次在媒体上亮相，不過同時保留的骨骼標本則在東京大轟炸中燒毀。

## 剥制

八公與上野一家人合影的紀念照
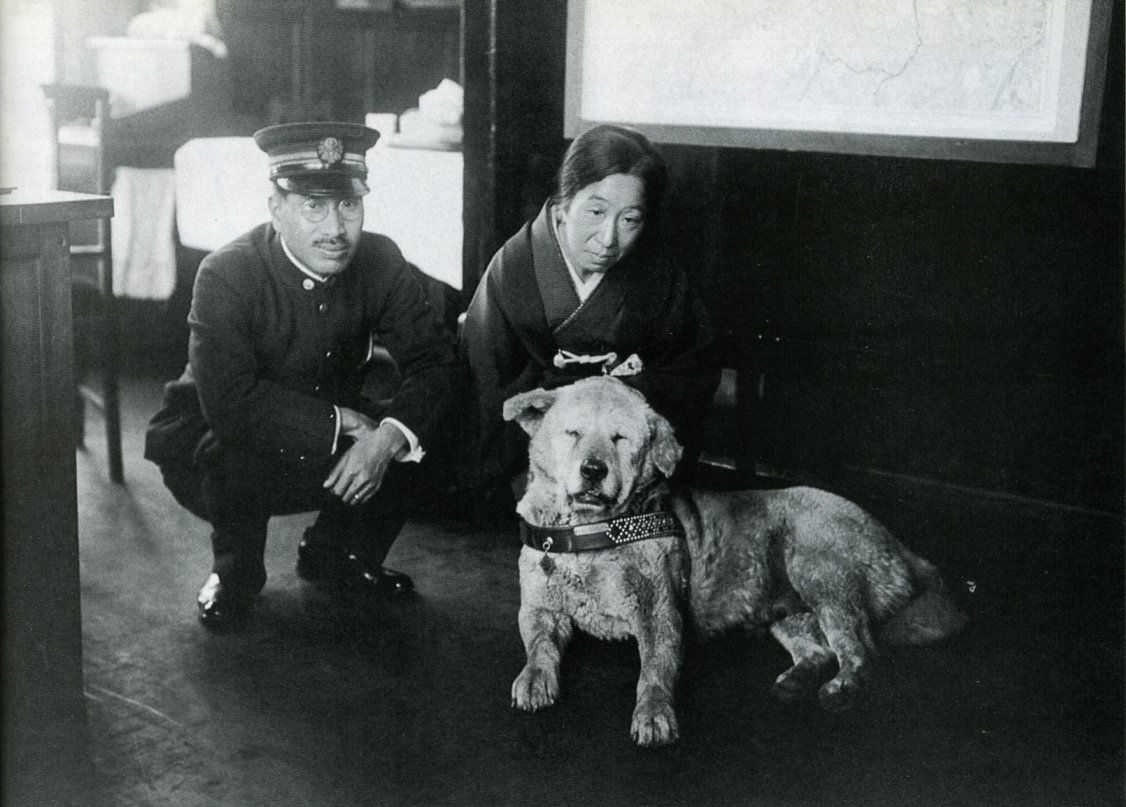
1933年的八公
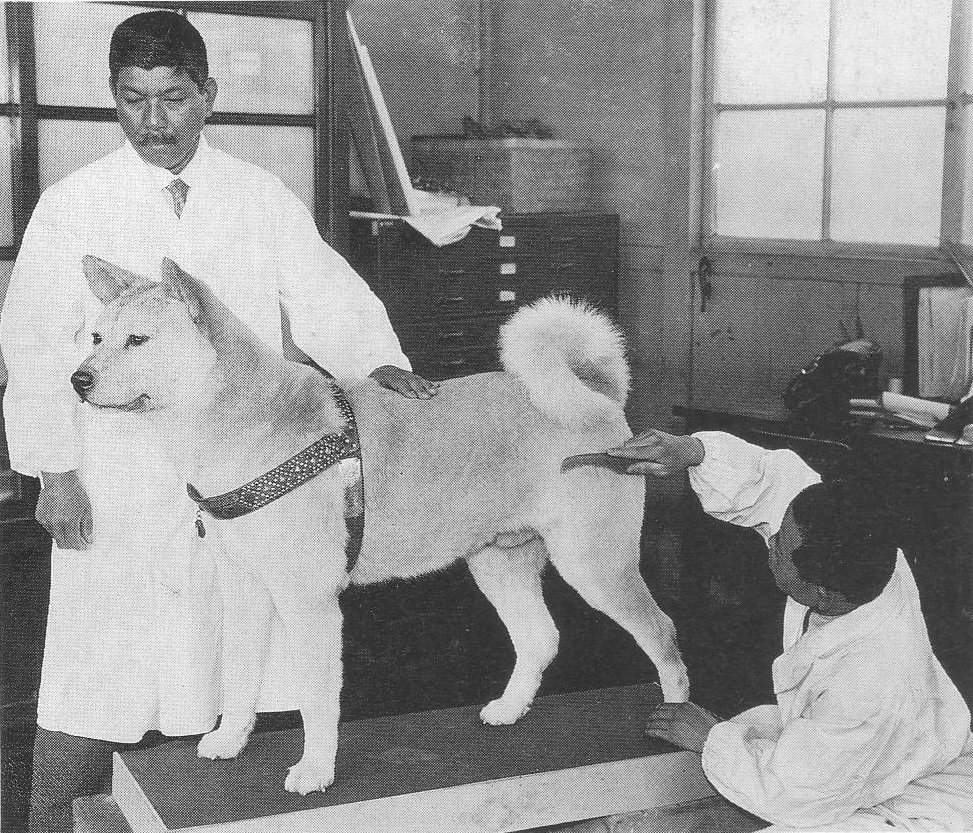
八公標本的製作，1935年
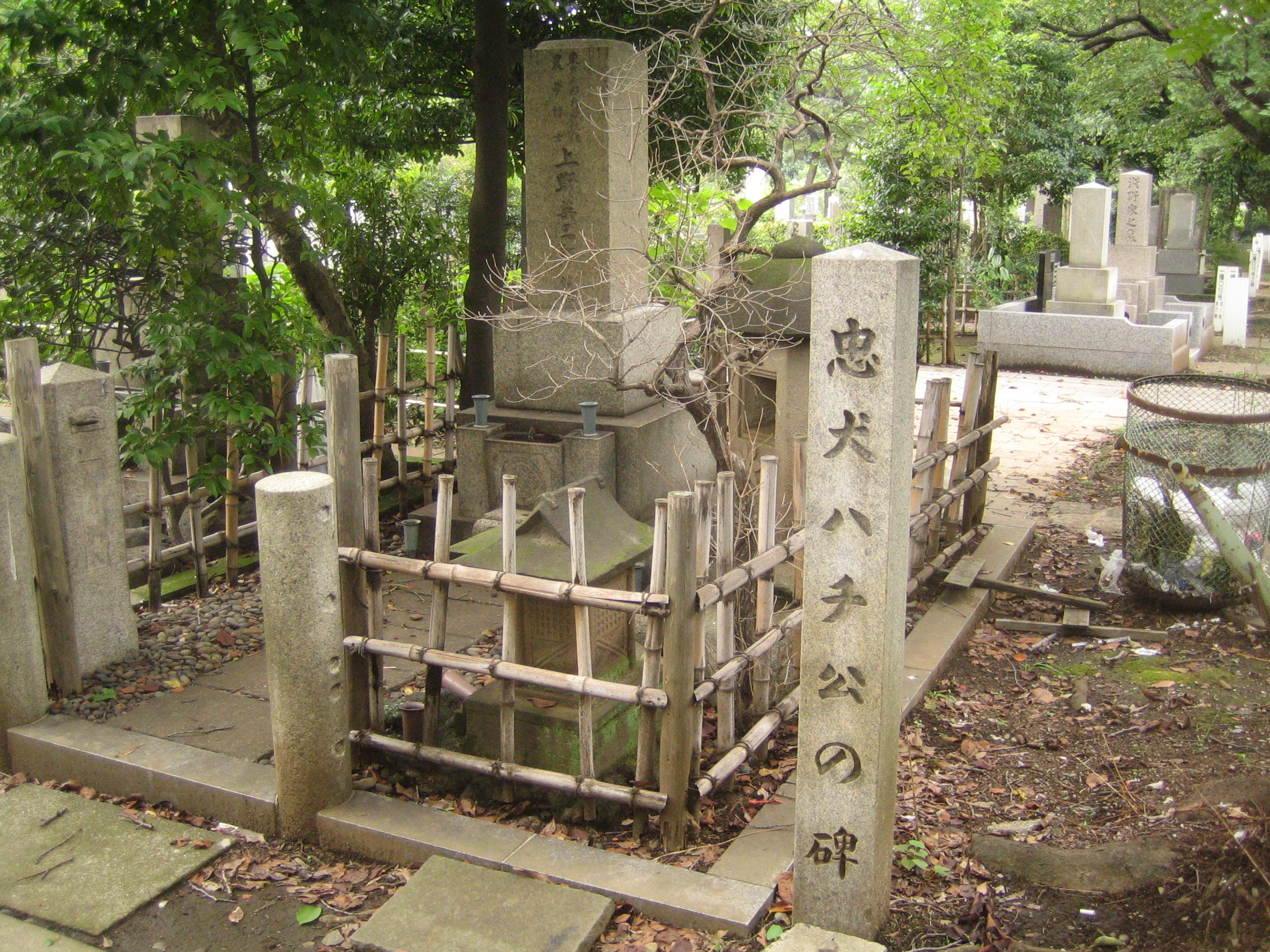
八公與上野教授合葬的墓地
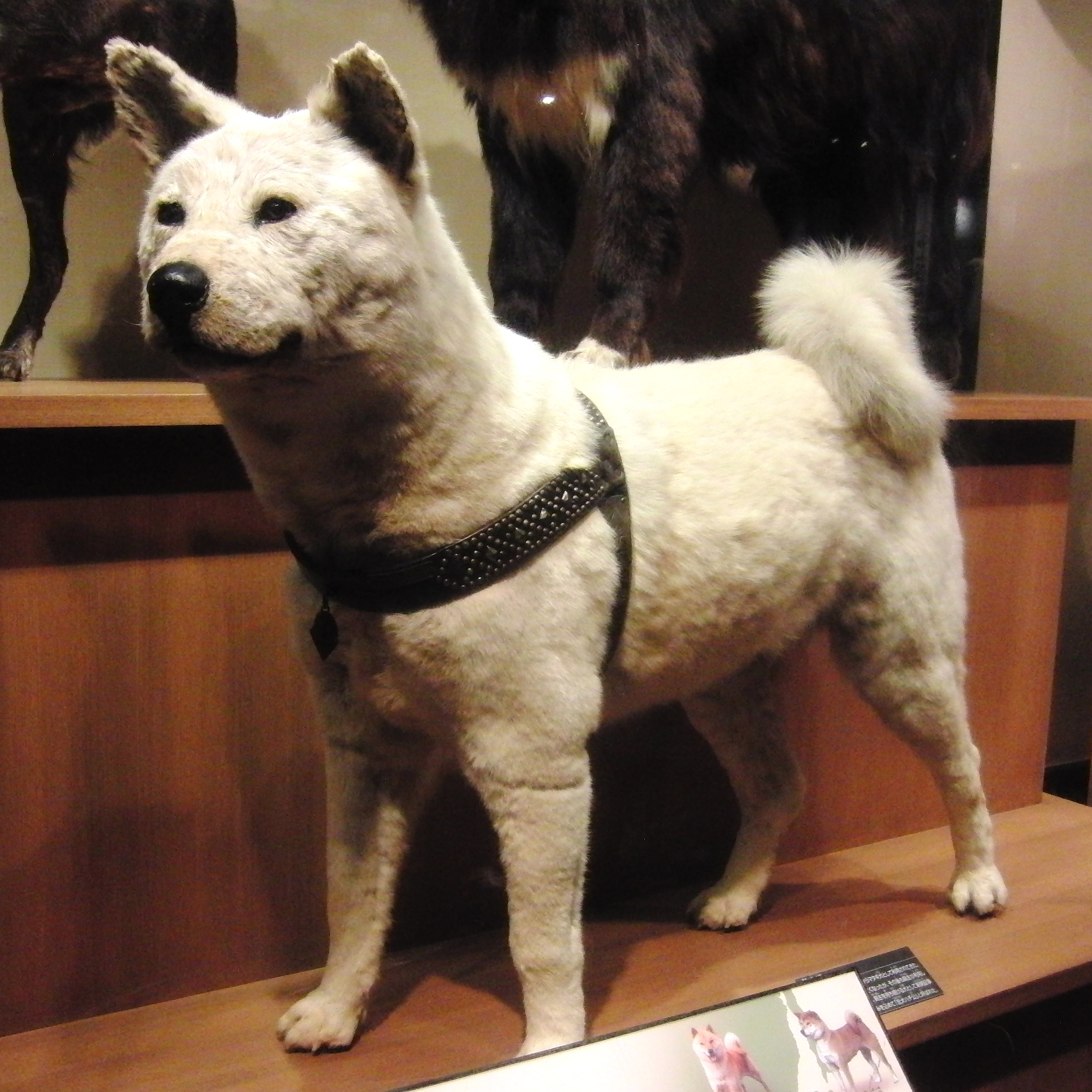
国立科学博物馆所展出的八公標本

### 标本制作者
制作八公标本者一般被认为是坂本喜一。坂本喜一是坂本福治的儿子，据说是日本標本剥制的鼻祖，他创造了“坂本标本剥制法”。但是当接到制作八公标本的委托时，由于坂本已经年事已高，因此实际的标本制作由弟子本田晋负责。斋藤弘吉在自己的书《日本的狗和狼》中写道，坂本和本田在剥制完工之前，不让其他人进入工作室，只有自己能偶尔进入房间观察。

### 标本的制作方式
刚送到东京科学博物馆的八公尸体脏污，首先进行了仔细的清洗。因为八公生前患有丝虫病，所以先由兽医进行了部分遗体治疗（驱离丝虫）。在其完成的剥制上，某些被剃掉毛发部位是从其他部分移植过来的。八公垂下的左耳在内侧软骨部位被咬掉，在胃部发现还存有尚未消化的日式烤鸡串（根据东京大学的解剖记录，胃里甚至有几个叉子，但没有刺入胃壁）。制作方法是先用石膏制作精密的塑像，再在上面盖上毛皮的方法，这被称之为“坂本式剥制法”。骨架都被移除了，剩下的只有指甲和指骨。标本剥制工作于6月13日完成，收录在本田晋制作的案例中，两天后的15日在东京科学博物馆举行开馆仪式后向公众开放。

### 剥製展示
八公的剥製标本在国立科学博物馆上野本馆日本馆二楼北翼展出。2019年5月，大馆市政府为了观光交流设施“秋田犬里”的开馆，曾暂时租借了这里。

### 八公的死因
2010年，東京大學的中山裕之教授在為八公的內臟更換福爾馬林時，发现八公的心臟和肺臟出現了惡性腫瘤。故推論八公應是死於癌症，而非寄生蟲病。

## 雕像

### 初代

#### 建立

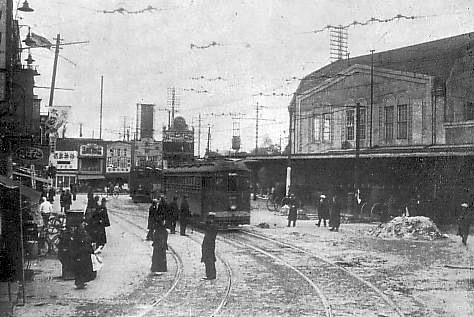
1930年代的澀谷車站
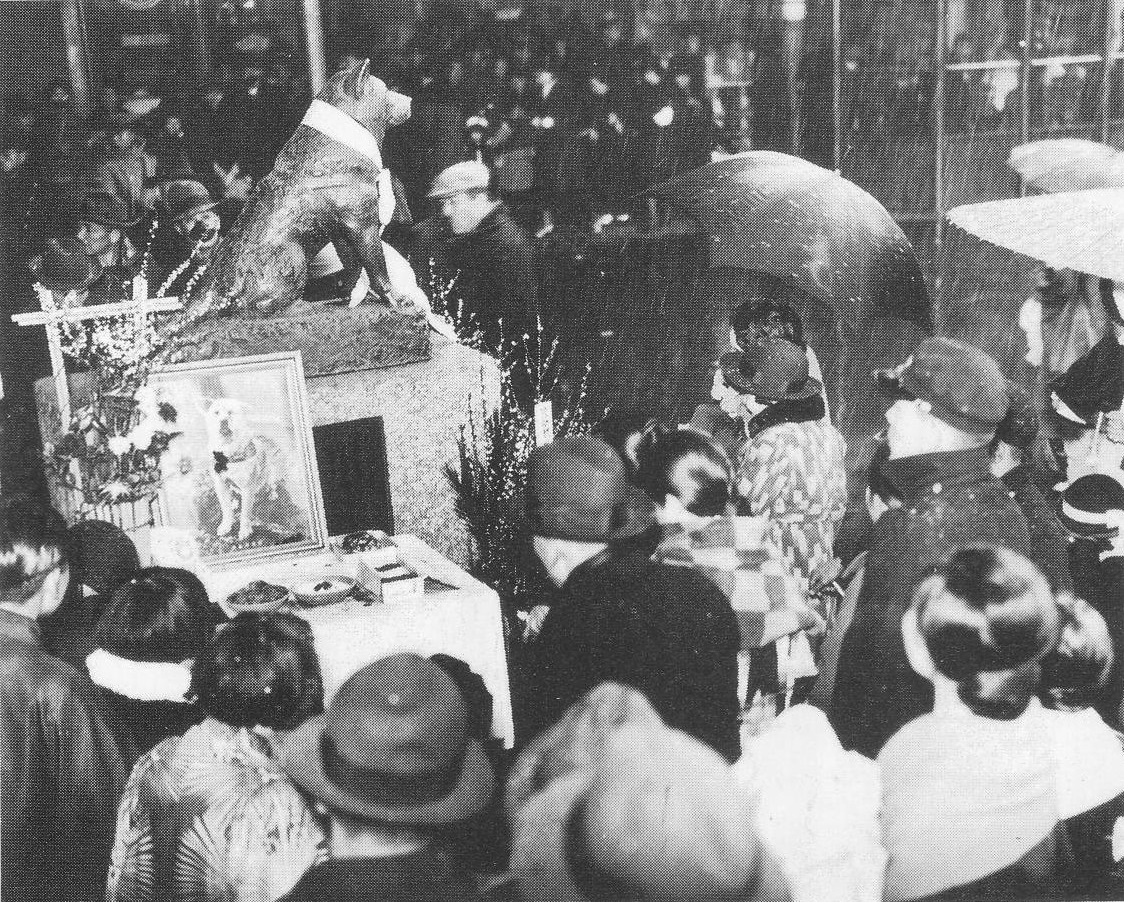
八公周忌日，左邊的銅像為「初代」忠犬八公像，於1936年3月8日所攝。
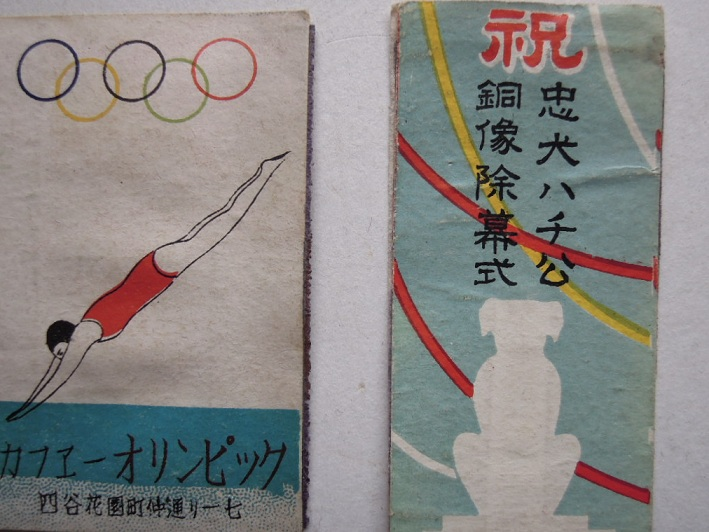
戰前的八公除幕式宣傳海報

1933年（昭和8年），隨著當地的新聞報導，八公的故事開始廣為人知。其中，一名雕塑家皆帝展雕刻評審委員安藤照被八公的故事所感動。曾向早已相識的齋藤弘吉表示希望能夠製作八公的銅像。隨後根據日本犬保存會的委託，八公的銅像開始製作。自八公的收養主人小林菊三郎於1927年去世後，安藤每天都帶著八公前來作為模特兒，在代代木富谷家和安藤的工作室之間穿梭。
然而，在安藤製作八公像期間，一位自稱受上野家族委託處理八公所有事務的老人出現，並委託美術學院的大內青圃製作一尊木造雕像八公，並開始出售明信片以籌集資金製作八公銅像。因此為了防止這種行為，安藤必須更早地製作八公銅像，這也是銅像在八公還活著時就開始製作的原因。在動物還活著的情況下豎立銅像，是當時極其罕見的案例。。
1934年1月，一份名為「忠犬八公銅像建設趣意書」的文件由日本犬保存會申請，並舉辦籌款活動以募集安澤銅像建設的捐款，鐵道諸官廳也在該活動給予了支援。同年3月10日下午5點，明治神宮外苑的日本青年館舉辦了「銅像建設基金募集之夕」，斎藤弘吉和上野遺孀等發起人參加了活動，約有3,000人來到現場欣賞八公。隨後，在同年4月21日，「忠犬八公像」在澀谷站前設置，銅像的除幕式盛大舉行，八公和300多名著名人參加了這個盛事。
除幕式的翌年，也就是1935年3月8日，八公仍不幸去世。八公的銅像周圍擺滿了花牌，許多人都聚集在那裡悼念八公。
2014年，初代八公雕像的石膏模型被發現，高度約為24厘米。台座上還刻有「忠犬八公」字樣和安藤照的簽名。下垂的左耳與現在的雕像相同，這座雕像由居住在杉並區的谷內真理子管理，她的母親白川關是照的熟人。

#### 熔化
同時期，由於日中戰爭到太平洋戰爭期間，日本國內的局勢和金屬材料的短缺問題日益嚴重，1941年（昭和16年），日本政府頒布金屬類回收令的詔令文書。隨後，東京鐵道局通知齋藤，安藤所設計的銅質忠犬八公像也作為徵用品。齋藤在得知此事後，開始了一系列的抗議活動旨阻止八公銅像被溶解。在聲援運動中，他不僅表達了這個銅像的藝術價值，還表示願意捐贈與銅像同等重量的銅材料，以防止八公像被溶解。
然而，由於戰爭期間陸續有著各種銅像、佛鐘和民間的小型金屬製品資到徵用，如果八公像沒有被徵用，會讓人們感到疑惑。在1944年（昭和19年）10月，日本官方決定將它移至別處存放，同年10月12日，為了表示對戰爭的支持，人們在澀谷站為八公像披上日本国旗及襷，為其進行「出征式」。儘管「移除」在廣場的八公像，但八公像並未被溶解掉，而是在別處存放直到戰爭結束。
然而，但在1945年8月14日，鐵道部宣布接受波茨坦公告，也就是在宣布玉音放送及的前一天，八公銅像在鐵路省濱松工場被溶解成東海道本線鐵路機車的零件。值得一提的是，在2006年6月13日播出的電視節目《開運鑑定團》中，一位普通民眾展示了作為八公銅像基座的銘板，經過鑑定被確認為當時的真品。

#### 向王室贈送的臥像、複製品
錊為製作八公銅像的雕塑家。 安藤在1934年聽說良子女王（後來的香淳皇后）被八公的故事所感動，於是想到獻上一座以在車站門口等待著主人的八公為原型的小型八公臥像，並與在澀谷站前建立的八公銅像同時製作。同年5月10日，這座鑄造的八公臥像與齋藤弘吉撰寫的《八公事蹟概要》一同獻給了天皇（昭和天皇）、皇后和皇太后（貞明皇后）。
安藤後來再次鑄造了八公像的複製品並親自保留，但隨著安藤在1945年5月的東京大空襲中遇難。複製品的下落也無從得知。之後，安藤的兒子、同樣也是雕塑家的安藤士在父親工作室的遺址上發現一尊腳部損壞的複製品。截至2010年，安藤士一直保存著這尊複製品。安藤士於2019年1月13日去世，享耆壽95歲。

### 重製品
由於安藤照所制作的八公像在戰爭中被毀，安藤也因戰災死去。不過，在終戰僅三年後的1948年8月，安藤的兒子安藤士再次重建了八公像。儘管戰後的日本雖然仍處於聯合國軍的佔領之下，八公的故事早在戰前已經被介紹到歐美地區。據傳在重建八公像時，駐日盟軍總司令的志願者們參與了支援，並為重建雕像提供實質和無形的幫助。1948年8月15日，在八公像重建的除幕典禮上，駐日盟軍總司令的代表也參加了此次典禮。由於當時物資匱乏，安藤融化了他父親留下的作品《蒼穹展翅（大空に）》以鑄造一座全新的八公像。而該重製品的名稱曾一度成為問題，有人認為「忠犬」這個詞語會引起軍國主義的聯想，應該以「愛犬」八公來稱呼。然而，最終仍保留了「忠犬」的名稱。同月30日，海倫·凱勒來到日本並訪問新的八公像。
此外剛立像時，邀請全國中小學生在八公像的基座上寫下「忠犬八公」的板字，並作為補充獎品向一名小學生佐佐木敦子頒發了一座陶瓷的八公雕像，該雕像此後下落不明，一直至2015年在澀谷區的一所小學被發現。此外，在基座的背面還發現了一個新的「腳印」，被認為是八公的腳印。
在1960年代，儘管八公像非常出名，但了解八公歷史的人卻很少。在1980年代，東急集團通過拍攝電影等方式，將八公推廣為澀谷車站的標誌，使得八公的故事再次變得有名。1984年4月8日舉行的八公祭上，為了紀念建立五十周年的八公像，東京大學農學部農學資料館的上野英三郎胸像也被運到現場進行展示，兩座銅像再次相遇。
當代，在通向澀谷站的入口處，設有一個名為「忠犬八公口」的出口，該處是通往著名的澀谷路口的熱鬧聚集地，也是東京知名的約會地點。忠犬八公像曾經位於站前廣場中央，但由於廣場內停車區的設立、地下街的出口建設和噴泉廣場的整備等，它在廣場內移動數次。在1989年的第四次移動中，隨著站前廣場的擴建，雕像的設置方向也從原先的北向東進行了調整，這樣像雕像面對著車站的出口。此外，底座的高度也被改變為更容易讓人觸摸到雕像的高度。

#### 試作品
在山形縣鶴岡市的藤島町役場（2005年起改為鶴岡市役所藤島廳舎），曾保管著一座未知身份的八公石膏像，直到2006年由當地藥劑師高宮宏所公開，該像被視為忠犬八公像的試作品，這座石膏像是由安藤士在1947年製作的，當銅像完成後，安藤把他當作工作場所使用的租屋賣給了女演員三條美紀，然後這個石膏像落到了三條的父親、來自藤島町出生的佐藤圓治手中。之後石膏像的持有者不斷更換，最終在1985年被一家建設公司捐贈給藤島町役場，以慶祝其新辦公大樓的完工。
在這個事實被揭示之後，鶴岡市役所藤島廳舍展示了這個石膏像，並對公眾開放。從2012年6月24日起，這座石膏像在JR鶴岡站內展示。由於發現試作像的鶴岡市，也是忠犬八公的啟蒙者齋藤弘吉的故鄉，因此有關活動變得熱絡起來。2006年11月3日成立了「鶴岡八公像保存会」。該會的活動內容包括保存和普及石膏像、普及齋藤弘吉的功績以及調查八公的兄弟和後代等。高宮宏擔任首任會長，勝木正人擔任副會長，黑羽根洋司擔任秘書處長。

### 其他雕像
- 一座八公神社建在大館站內。車站大樓外還有一座與澀谷站同型的八公像。[42]

- 在上野的出生地三重縣津市的久井地區，曾舉行了以設立「上野與八公銅像」為目的的募捐活動。2012年10月。這對銅像在久井站東口竣工並舉行了揭幕儀式。[43]

- 2015年3月8日（八公逝世80週年），東京大學本鄉校區農學部校區（彌生校區）完成了一座上野和八公重逢的銅像。[44]

## 相關作品
- 《八公犬物語》（ハチ公物語）：1987年8月1日上映的日本電影，由仲代達矢、柳葉敏郎等影星參與演出，票房收入超过20亿日元。
- （Hachiko: A Dog's Story）：由《ハチ公物語》為基礎所翻拍的英文版美國電影，2009年8月8日於日本市場上映，2010年1月7日及8日分別於香港及臺灣上映，臺灣譯名為《忠犬小八》。該片保留原作的故事大綱，但將故事背景由東京搬至一個位於美國東岸的大學城，其中教授的角色是由李察·基爾所飾演。[45]
- 《忠犬八公》，2023年3月31日上映的中国电影，由徐昂执导，冯小刚、陈冲、白举纲等主演，翻拍自《八公犬物语》。

## 其他

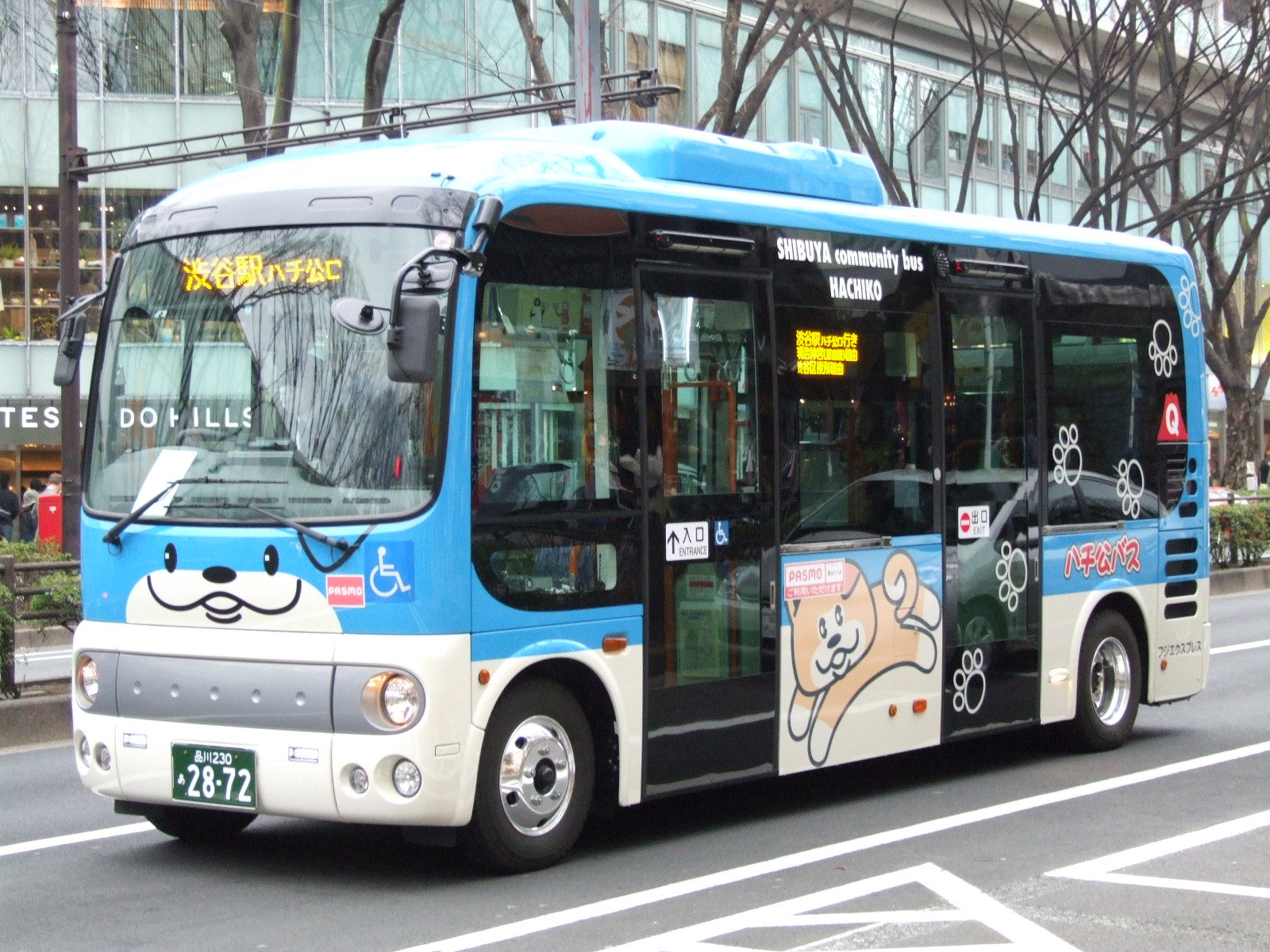
東京澀谷區八公犬公車

- 日本東京都澀谷區的社區巴士，綽號為「八公犬巴士（日语：ハチ公バス）」。[46]

## 外部連結
- 日本農業土木學會 （页面存档备份，存于） - 故事的詳細真實背景
- 忠犬八公的故事 （页面存档备份，存于） - 數碼澀谷 - 澀谷今昔物語
- 農学資料館 | 東京大学大学院農学生命科学研究科・東京大学農学部 （页面存档备份，存于） - 東京大學
- 忠犬ハチ公 - 秋田縣大館市（檔案）
- ハチ公について （页面存档备份，存于） - 大館市觀光協會
- 待ち合わせスポット GMOデジタル・ハチ公 （页面存档备份，存于） -澀谷Fukuras商業設施「澀谷東急廣場」對於八公的解說